# Александър Котиков
Александър Георгиевич Котиков (14 [27] август 1902 г., Бакино, Тулска губерния – 19 юли 1981 г., Москва) – офицер от Съветската армия, генерал-майор (2 ноември 1944 г.).  
Комендант на съветския сектор на Берлин, началник на Берлинския гарнизон (2 април 1946 г. – 7 юни 1950 г.).

## Биография
Александър Георгиевич Котиков е роден на 27 август 1902 г. в село Бакино, Белевски район, Тулска губерния (сега Белевски район, Тулска област) в селско семейство.
През 1921 г. завършва Тулския комунистически университет.
През 1926 г. се ражда най-големият му син, когото той кръщава Хайнрих, в чест на немския поет Хайнрих Хайне. Освен сина си Хенрих Котиков има две дъщери: Светлана (1945 – 1996) и Елена (1946 – 199?). Съпруга – Надежда Петровна Котикова.
В Червената армия е от 1922 г. Член на Комунистическата партия (болшевики) от 1920 г.
През 1933 г. завършва Военно-политическата академия „В. И. Ленин“.
От 1940 до юли 1942 г. – заместник-началник на организационния отдел на Главното политическо управление на Червената армия.
На фронтовете на Великата отечествена война воюва от 1942 г.
От 6 септември 1942 г. до 27 юли 1943 г. – началник на политическия отдел на 54-та армия на Волховския фронт. Контузен през 1942 г. Участва в Калинковичско-Мозирската, Пинск-Кобринската операции, освобождението на Варшава и Берлин.
През 1943 г. завършва ускорения курс на М. В. Военна академия „Фрунзе“ в Москва.
От 17 ноември 1943 г. до края на войната – началник на политическия отдел на 61-ва армия на 1-ви беларуски фронт. За „изключителна упоритост и умение в мобилизирането на личния състав чрез партийно-политическия апарат за осигуряване на изпълнението на задачите, пред които са изправени армията“, демонстрирани по време на прехода на Одер, той е номиниран от командващия армията генерал-полковник П. А. Белов за награждаване с орден „Ленин“, но е награден с орден „Суворов“ от втора степен. След края на Великата отечествена война – от юли 1945 г. до 29 март 1946 г., ръководител на Съветската военна администрация (СВАГ) в провинциите Саксония и Саксония-Анхалт по въпросите на гражданската администрация със седалище в Заал.

### Дейност
През 1946 г., по препоръка на главнокомандващия на Съветската военна администрация, маршал на Съветския съюз Георгий Жуков, А. Г. Котиков е назначен за началник на Берлинския гарнизон и комендант на съветския сектор на Берлин от 2 април 1946 г. Военната комендатура на съветския сектор на окупацията на Берлин, ръководена от А. Г. Котиков, от своя страна е отговаряла за окръжните, областните и градските военни комендатури, създадени на окупираната територия на града.
На тази позиция той отговаря за осигуряването на храна на жителите на Берлин. След това безплатният обяд за германските работници във фабрики и заводи в съветския сектор на Берлин е наричани Котикова храна. Той обръща много внимание на възстановяването на Берлин, който е разрушен от войната. Централната съветска военна комендатура в Берлин върши огромна работа по по-нататъшното нормализиране на живота в града и изпълнението на решенията на лидерите на държавите от антихитлеристката коалиция.
Котиков е възприеман в международната преса като представител на курса на съветската политика в Германия, довел до блокадата на Берлин през 1948 г. и Берлинската криза, а след това и до отделянето на Източен Берлин от останалата част на града. Година по-рано, през юни 1947 г., Котиков отказва да потвърди правомощията на Ернст Ройтер, който е избран за кмет с мнозинство от гласовете на заседание на Берлинското парламентарно събрание.
През октомври 1949 г., след прехвърлянето на управленската функция в съветската окупационна зона на правителството на ГДР, СВАГ престава да съществува и А. Г. Котиков продължава да служи като комендант на Берлин като част от сформираната на нейно място Съветска контролна комисия в Германия под командването на генерал от армията Василий Чуйков.
През юни 1950 г. съветското правителство отзовава персонала на Съветската контролна комисия в Германия и го заменя с цивилни комисари. А. Г. Котиков е отстранен от длъжност в Берлин на 7 юни 1950 г. Той е заменен като съветски контролен комисар от Сергей Алексеевич Денгин.

## Съветски мемориал в парк „Трептов“
През 1946 г. Военният съвет на Групата на съветските окупационни войски в Германия обявява конкурс за създаване на проект за мемориално гробище за войниците от Съветската армия, загинали по време на щурма на Берлин. Заедно със скулптора Евгений Вучетич, който печели конкурса, Котиков пътува из града, търсейки подходящо място за изграждането на този паметник. Изборът пада върху място в парка Трептов. Александър Георгиевич активно съдейства за изграждането на гигантския мемориален комплекс с площ от около двеста хиляди квадратни метра. С активното участие на Котиков гранит, намерен в скривалище на брега на Одер, е доставен на строителната площадка; Райхът го е транспортирал там от 1939 г. за планирания паметник на „световната победа на фашизма“. Той също така е помогнал при избора на модели, от които скулпторът да извае главния паметник на ансамбъла – фигурата на Воина освободител. Но самият Вучетич намира момичето, което воинът държи в ръката си. Немските момичета, спасени от съветските войници по време на щурма на Берлин, вече са пораснали по това време, така че най-голямата тригодишна дъщеря на Котиков, Светлана, става модел.
На тържествената церемония по откриването на мемориала на 8 май 1949 г. военният комендант на Берлин, генерал-майор Котиков, заявява: „Паметникът в центъра на Европа, в Берлин, ще напомня постоянно на народите по света кога, как и с каква цена е спечелена Победата, спасението на нашето Отечество, спасението на живота на настоящите и бъдещите поколения човечество“.

## Последни години
През юли 1950 г. е изпратен на обучение в СССР. През 1952 г. завършва Военната академия на Генералния щаб. Той е тежко болен и прекарва много месеци в болница. Пенсионира се през 1955 г.
След възстановяването си активно се занимава с лекции. Член е на Съвета на ветераните на 61-ва армия. Той изнася във фабрики, в градове и села, освободени от армията от германските нацистки нашественици, и е поддържал връзка с много училища. Ветерани от 61-ва армия често се обръщат към него по различни въпроси.
Александър Георгиевич Котиков умира на 20 юли 1981 г. на 79-годишна възраст в Москва. Погребан е на гробището в Кунцево в Москва.
След смъртта на генерала са открити чернови на мемоари, които не са били публикувани.
Съпругата на А. Г. Котиков и дъщерите му Елена и Светлана са погребани в селското гробище в село Архангелское, Угличски район, Ярославска област.